# Danh sách máy bay của Trung Quốc
Đây là danh sách máy bay được sản xuất bởi Cộng hòa Nhân dân Trung Hoa.

## Chữ viết tắt chung
| Chữ viết tắt | Chữ Hán | Bính âm    | Âm Hán - Việt | Loại               |
| ------------ | ------- | ---------- | ------------- | ------------------ |
| H            | 轰炸机  | HōngZháJī  | Oanh tạc cơ   | Máy bay ném bom    |
| J            | 殲击机  | JiānJíJī   | Tiêm kích cơ  | Máy bay tiêm kích  |
| Q            | 强击机  | QiángJíJī  | Cường kích cơ | Máy bay cường kích |
| J/L/JL       | 教練机  | JiàoLiànJī | Giáo luyện cơ | Máy bay huấn luyện |
| Y            | 運輸机  | YùnShūJī   | Vận tải cơ    | Máy bay vận tải    |
| Z            | 直升机  | ZhíShēngJī | Trực thăng cơ | Trực thăng         |

## Máy bay ném bom
| Tên gọi | Hãng sản xuất | Ghi chú                                                   |
| ------- | ------------- | --------------------------------------------------------- |
| H-8     | Xi'an         | Máy bay ném bom hạng nặng, chiến lược, đang được chế tạo. |
| Q-5     | Nanchang      |                                                           |
| H-5     | Harbin        | Phiên bản Trung Quốc của Il-28, không còn sử dụng         |
| H-6     | Xi'an         | Phiên bản Trung Quốc của Tu-16                            |
| JH-7    | Xi'an         | Máy bay tiêm kích-ném bom                                 |
| SH-5    | Harbin        | Thủy phi cơ ném bom, ngừng sản xuất                       |

## Máy bay tiêm kích
| Tên gọi  | Hãng sản xuất | Ghi chú                                                            |
| -------- | ------------- | ------------------------------------------------------------------ |
| J-4      | Shenyang      | Phiên bản Trung Quốc của MiG-15, không còn sử dụng                 |
| J-5      | Shenyang      | Phiên bản Trung Quốc của MiG-17, không còn sử dụng                 |
| J-6      | Shenyang      | Phiên bản Trung Quốc của MiG-19, không còn sử dụng                 |
| J-7      | Chengdu       | Phiên bản Trung Quốc của MiG-21                                    |
| J-8      | Shenyang      | Máy bay đánh chặn                                                  |
| J-9      | Chengdu       | Hủy bỏ                                                             |
| J-10     | Chengdu       | Máy bay tiêm kích đa nhiệm vụ                                      |
| J-11     | Shenyang      | Phiên bản Trung Quốc của Su-27                                     |
| J-12     | Nanchang      | Hủy bỏ                                                             |
| J-13     | Shenyang      | Máy bay thế hệ thứ 5 đang nghiên cứu                               |
| J-14     | Shenyang      | Máy bay thế hệ thứ 5 đang nghiên cứu                               |
| J-XX     | Shenyang      | Đang phát triển                                                    |
| Super-10 | Shenyang      | Máy bay thế hệ thứ 5 chế tạo từ Chengdu J-10                       |
| FC-1     | Chengdu       | Fighter China-1, được Chengdu và PAC của Pakistan hợp tác sản xuất |

## Máy bay cường kích
| Tên gọi | Hãng sản xuất | Ghi chú                   |
| ------- | ------------- | ------------------------- |
| Q-5     | Nanchang      | Phát triển dựa vào MiG-19 |
| Q-6     | Nanchang      | Hủy bỏ; dựa vào Su-24     |

## Máy bay huấn luyện
| Tên gọi | Hãng sản xuất | Ghi chú                                                         |
| ------- | ------------- | --------------------------------------------------------------- |
| CJ-5    | Nanchang      | Phiên bản Trung Quốc của Yak-18, không còn sử dụng              |
| CJ-6    | Nanchang      | Máy bay cánh quạt huấn luyện cơ bản                             |
| JJ-1    | Shenyang      | Máy bay phản lực huấn luyện cơ bản, hủy bỏ                      |
| JJ-5    | Shenyang      | Phiên bản huấn luyện của J-5                                    |
| JJ-6    | Shenyang      | Phiên bản huấn luyện của J-6                                    |
| JJ-7    | Guizhou       | Phiên bản huấn luyện của J-7                                    |
| JL-8    | Nanchang      | Máy bay phản lực huấn luyện cơ bản                              |
| JL-9    | Guizhou       | Phiên bản nâng cấp của JJ-7                                     |
| L-15    | Nanchang      | Máy bay phản lực huấn luyện tiên tiến/tấn công, đang phát triển |

## Máy bay vận tải
| Tên gọi | Hãng sản xuất | Ghi chú                                                                          |
| ------- | ------------- | -------------------------------------------------------------------------------- |
| Y-5     | Shijiazhuang  | Phiên bản Trung Quốc của An-2                                                    |
| Y-6     |               | Il-14                                                                            |
| Y-7     | Xi'an         | Phiên bản Trung Quốc của An-24                                                   |
| Y-8     | Shaanxi       | Phiên bản Trung Quốc của An-12                                                   |
| Y-9     | Shaanxi       | Máy bay vận tải đa mục đích, đang phát triển và phiên bản của Y-8 (tên gọi Y-8X) |
| Y-10    | Shanghai      | Máy bay dân dụng lớp Boeing 707, hủy bỏ                                          |
| Y-11    | Harbin        | Máy bay tiện ích 7 chỗ ngồi                                                      |
| Y-12    | Harbin        | Máy bay tiện ích 17 chỗ ngồi                                                     |
| MA-60   | Xi'an         | Máy bay dân dụng phản lực cánh quạt 60 chỗ ngồi, phiên bản nâng cấp của Y-7      |
| ARJ-21  | ACAC          | Máy bay dân dụng phản lực vùng hiện đại 70-90 chỗ ngồi, đang phát triển          |

## Trực thăng
| Tên gọi     | Hãng sản xuất | Ghi chú |
| ----------- | ------------- | --- |
| Z-5         | Harbin        | Phiên bản Trung Quốc của Mi-4, không còn sử dụng                                                                    |
| Z-6         |               | Hủy bỏ, phát triển dựa vào Mi-8                                                                                     |
| Z-7         | Changhe       | Hủy bỏ |
| Z-8         | Changhe       | Phiên bản Trung Quốc của SA321Ja Super Frelon                                                                       |
| Z-9         | Harbin        | Phiên bản Trung Quốc của Eurocopter Dauphin                                                                         |
| WZ-10       | Changhe       | Trực thăng tấn công                                                                                                 |
| Z-11        | Changhe       | Trực thăng tiện ích hạng nhẹ                                                                                        |
| EC-120      | Harbin        | Hợp tác liên doanh với Eurocopter                                                                                   |
| Z-15/EC-175 | Harbin        | Trực thăng tiên ích hạng trung 6.000 kg, được hợp tác phát triển bởi Harbin và Eurocopter; tương tự như Agusta A109 |